# Liochthonius nodifer
Liochthonius nodifer är en kvalsterart som beskrevs av Hammer 1962. Liochthonius nodifer ingår i släktet Liochthonius och familjen Brachychthoniidae. Inga underarter finns listade i Catalogue of Life.